# Apopetelia casperia
Apopetelia casperia är en fjärilsart som beskrevs av Druce 1893. Apopetelia casperia ingår i släktet Apopetelia och familjen mätare. Inga underarter finns listade i Catalogue of Life.